# 卡普蘭斯凱
49°57′50″N 34°53′7″E / 49.96389°N 34.88528°E
卡普蘭斯凱（羅馬化：Kapranske）是位於烏克蘭東部的村莊，由哈爾科夫州博霍杜希夫區的克拉斯諾庫特斯克市鎮負責管轄。該村始建於1699年，面積0.36平方公里，海拔高度102米，2001年人口18，人口密度每平方公里50.6人。